# Wangguanji
Wangguanji (kinesiska: 王官集, 王官集镇) är en köping i Kina. Den ligger i provinsen Jiangsu, i den östra delen av landet, omkring 220 kilometer norr om provinshuvudstaden Nanjing. Antalet invånare är 42921. Befolkningen består av 21 122 kvinnor och 21 799 män. Barn under 15 år utgör 14,0 %, vuxna 15-64 år 72 %, och äldre över 65 år 12,0 %.
Genomsnittlig årsnederbörd är 1 133 millimeter. Den regnigaste månaden är juli, med i genomsnitt 256 mm nederbörd, och den torraste är januari, med 18 mm nederbörd.